# 190 Eskadra IAF

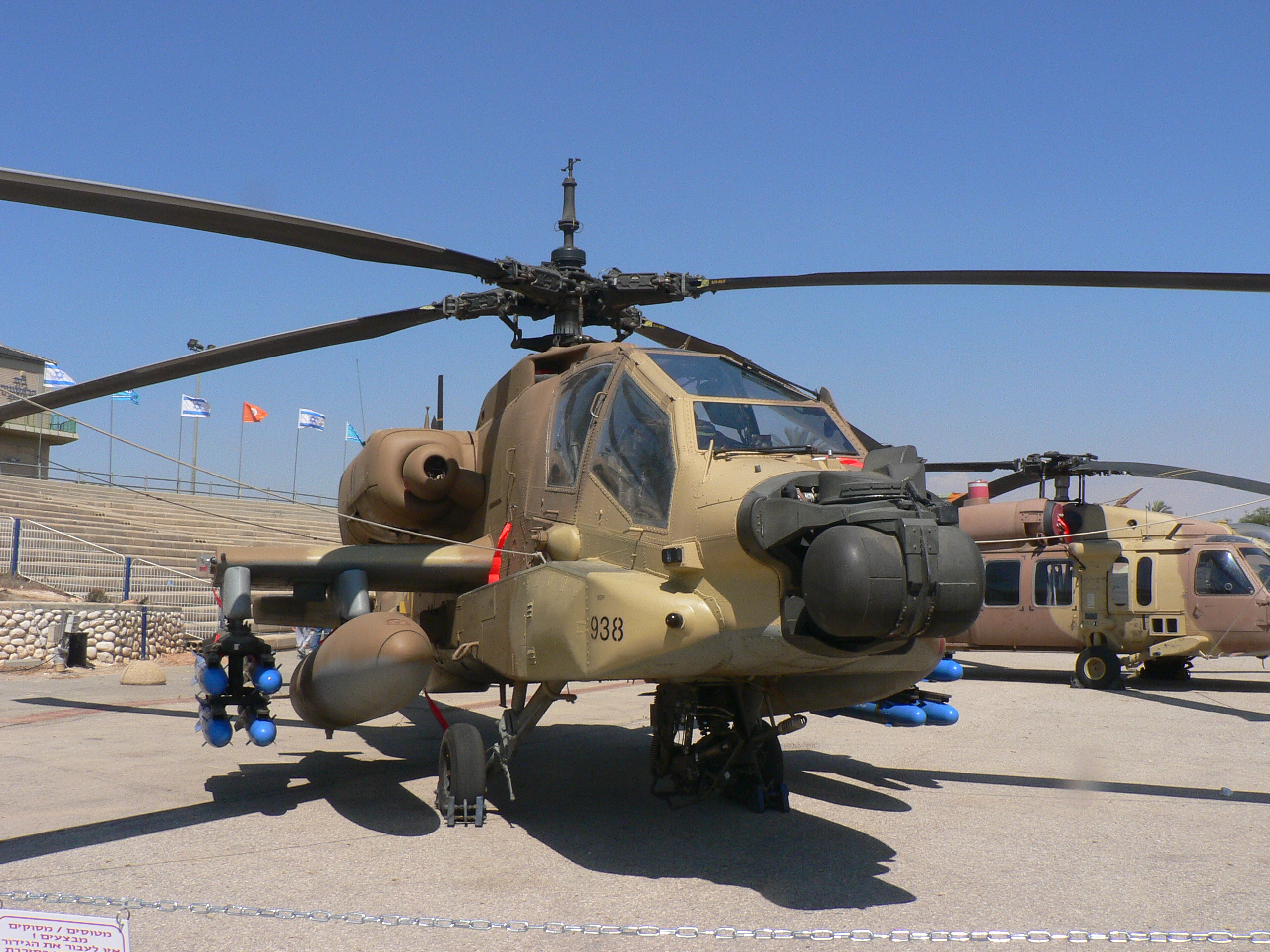
AH-64A Pethen.

190 Eskadra ("Magiczne Dotknięcie") - helikopterowa eskadra Sił Powietrznych Izraela, bazująca w Ramat Dawid i Ramon w Izraelu.

## Historia
Eskadra została sformowana w 1985 i składała się z 20 lekkich helikopterów Hughes 500MD, które przeniesiono z dwóch innych eskadr. 190 Eskadra specjalizowała się wówczas w wykonywaniu zadań zwiadowczych i szkoliła się do prowadzenia walki z czołgami.
Począwszy od 2006 eskadra przesiadła się do nowych helikopterów szturmowych AH-64A Apache.

## Wyposażenie
Na wyposażeniu 190 Eskadry znajdują się następujące helikoptery:
- helikoptery szturmowe AH-64A Apache.